# 高需
高需，河南人，是一名明朝政治人物。
高需曾于1496年接替田伯栋任崇明县知县一职，1497年由张世昌接任。